# Flor de Mayo, La Trinitaria
Flor de Mayo är en ort i Mexiko.   Den ligger i kommunen La Trinitaria och delstaten Chiapas, i den sydöstra delen av landet, 900 km sydost om huvudstaden Mexico City. Flor de Mayo ligger 579 meter över havet och antalet invånare är 598.
Terrängen runt Flor de Mayo är platt åt sydväst, men åt nordost är den kuperad. Runt Flor de Mayo är det ganska glesbefolkat, med 47 invånare per kvadratkilometer. Närmaste större samhälle är Doctor Rodulfo Figueroa, 5,8 km väster om Flor de Mayo. Omgivningarna runt Flor de Mayo är en mosaik av jordbruksmark och naturlig växtlighet.